# Telegeodinámica
La telegeodinámica es un concepto de resonancia electromecánica para la exploración sísmica subterránea, propuesto por Nikola Tesla. La idea fue desarrollada alrededor del año 1935.

## Descripción
Tesla ideó este sistema para su uso en la prospección y detección de depósitos minerales subterráneos a través de la transmisión de energía mecánica a través del subsuelo.  Analizando la forma en que se reflejan y se refractan las ondas sería posible deducir la ubicación y las características de determinadas formaciones subterráneas. Respuestas no mecánicas adicionales a los impulsos acústicos iniciales también podrían ser detectables utilizando instrumentos capaces de medir distintos parámetros eléctricos y magnéticos.  Tales respuestas al menos tomarían la forma de campos eléctricos y magnéticos inducidos, corrientes telúricas, y cambios en la conductividad del terreno.
El oscilador electromecánico fue originalmente diseñado como una fuente isócrona (es decir, de frecuencia estable), utilizando corriente eléctrica alterna con transmisores y receptores inalámbricos. En la teoría de sistemas dinámicos,un oscilador se denomina isócrono si su frecuencia es independiente de su amplitud. Esto quiere decir que un dispositivo electromecánico de este tipo funciona con la misma frecuencia, independientemente de las pequeñas variaciones en la fuerza motriz a las que se le someta.

## Lecturas relacionadas
- Journal Il Nuovo Cimento C, On a new general theory of earthquakes. Italian Physical Society, ISSN 1124-1896. Issue Volume 11, Number 2 / March, 1988 doi 10.1007/BF02561733 Pages 209-217 SpringerLink Date Thursday, February 08, 2007

- Datos: Q7696184